# Раннее вмешательство при психозе
Раннее вмешательство при психозе — концепция особого подхода к первому психотическому эпизоду с целью минимизации ущерба и достижения лучших долгосрочных показателей функционирования пациента. В основе этого еще неоднородного и не оформившегося окончательно подхода лежит предположение о том, что ранняя стадия психоза является критичной и что наблюдаемая обычно временная задержка от начала психоза до начала терапии отчасти обуславливает снижение уровня функционирования пациента в будущем. В связи с этим целью подхода является как можно более раннее выявление начинающегося психоза и подбор оптимальной терапии на данном этапе. Некоторые программы раннего вмешательства также делают упор на продромальном периоде в надежде предотвратить начало психического заболевания у лиц из группы риска.
Центры раннего вмешательства открыты в ряде стран мира. В России также существуют клиники первого психотического эпизода либо соответствующие отделения в существующих психиатрических больницах.
Сторонники подхода приводят в свою поддержку данные о том, что длительность промежутка времени до начала терапии ассоциирована с прогнозом заболевания. С другой стороны, в кокрановском обзоре семи исследований, проведённом в 2006 году, отмечена недостаточность данных для того, чтобы делать какие-либо выводы об эффективности программ раннего вмешательства.
Существуют исследования, показавшие, что продолжительность нелеченого инициального психоза не влияет в сколько-нибудь значительной мере на качество последующей жизни, на сроки ремиссии продуктивной симптоматики и не сказывается на когнитивных показателях в дальнейшем, и демонстрирующие путём специальных измерений неправдоподобность гипотезы о нейротоксичности длительного нелеченого психоза.
Проведённый в 2019 году кокрановский обзор 20 исследований, в которых применялись различные меры вмешательства в продромальном периоде (т. е. у людей, подверженных риску развития психоза), нацеленные на профилактику психоза, такие как использование антипсихотиков, когнитивно-поведенческая терапия, омега-3 жирные кислоты, обнаружил, что нет доказательств высокого качества, свидетельствующих об эффективности того или иного вида вмешательства.